# Susana Chávez
Susana Chávez Castelo (Cidade do México, 5 de novembro de 1974 – c. 6 de janeiro de 2011) foi uma escritora e defensora dos Direitos Humanos em sua Cidade natal Juárez, no norte do México. É-lhe atribuída a autoria da frase "Nem uma morta mais", que foi usada por organizações civis e seus simpatizantes que têm lutado por esclarecer os feminicídios em Ciudad Juarez. Foi encontrada morta e mutilada no dia 6 de janeiro de 2011, na colônia Cuauhtémoc da cidade, onde viveu toda a sua vida. A identificação de seus restos mortais não aconteceu até o dia 11 de janeiro desse mesmo ano.

## Biografia
Susana Chávez iniciou sua incursão na poesia desde que tinha onze anos. Participou em vários festivais literários em Ciudad Juarez e em outros centros culturais no México. De acordo com o perfil de seu blog pessoal, Primera Tormenta, havia entrado para a licenciatura em Psicologia da Universidade Autónoma de Cidade Juárez (UACJ) e estava trabalhando em um livro de poemas.
Chávez participava do movimento de defesa dos direitos humanos de Ciudad Juárez, que tem como finalidade o esclarecimento dos feminicídios cometidos nessa cidade, cujo número ultrapassa os quatrocentos casos, dos quais a maioria segue impune. A participação de Chávez nas manifestações civis incluía a leitura de sua obra, a realização de curtas, documentários e outras atividades.

## Assassinato
No dia em que foi assassinada, Chávez estava indo visitar umas amigas, mas não chegou a seu destino, de acordo com a declaração de sua mãe. Na manhã do dia 6 de janeiro de 2011, foi encontrado o seu corpo, com a cabeça coberta por um saco preto e a mão cortada. Como não tinha identificação, seus restos mortais foram transferidos para o Serviço Médico Forense (Semefo) da Procuradoria-Geral do Estado de Chihuahua. Na segunda-feira, 10 de janeiro, os familiares de Chávez, foram ao Semefo para identificar o corpo, mas até o dia seguinte não se havia divulgado a sua identidade, foi anunciado quando houve três detidos por sua provável participação no assassinato.
O procurador-geral do estado de Chihuahua, Carlos Manuel Salas, disse que o assassinato de Chávez não teve relação com o seu papel como ativista. De acordo com ele, Chávez se encontrou com um grupo de jovens com o que "foi divertir-se", mas como estavam drogados e alcoolizados, perderam o controle e a assassinaram. Salas disse que os responsáveis foram detidos em flagrante.
Organizações defensoras dos Direitos Humanos declararam então que se queria culpar a vítima de seu assassinato. Norma Ledezma, coordenadora da organização Justiça para nossas filhas, disse que a morte de Susana Chávez é parte do clima de impunidade que se vive em Ciudad Juarez. Na mesma linha, a fundadora da organização Nuestras Hijas de Regreso a Casa, Marisela Ortíz denunciou que a cultura de intolerância e impunidade fazem com que qualquer pessoa possa cometer um crime. A Anistia Internacional exigiu uma atuação ágil e transparente.
Gustavo da Rosa, Visitador da Comissão Estadual de Direitos Humanos (CEDH) de Chihuahua mostrou a sua preocupação perante os fatos acontecidos, destacando que a maioria das pessoas em Juárez acha que não há crime e só existe crime organizado. No entanto, ele sustenta, junto a outras pessoas, que se está vivendo uma fase de anarquia criminal em que os marginais se apossaram dos espaços. Precisamente, os três menores detidos pertencem a grupos sociais marginalizados, com os que Susana estava acostumada a tratar por seus esforços humanitários.
Após a detenção dos jovens, soube-se que faziam parte da perigosa e extremamente violenta gangue "Los Aztecas"  e admitiram o consumo de álcool e drogas. De acordo com sua confissão, começaram uma discussão quando disseram que eram membros da gangue e Susana ameaçou denunciá-los à polícia, e então a mataram. 
No ano de 2013 os três assassinos de Susana Chávez Castelo foram condenados à pena máxima de 15 anos de prisão por um Tribunal Especializado em Justiça para Menores Infratores. 